# Circuit des Boulevards
Le Circuit des Boulevards est une course cycliste française disputée sur une journée à Montluçon, dans le département de l'Allier. Créée en 1941, elle est organisée par le Vélo Sport Montluçonnais.  
Cette épreuve est ouverte aux coureurs de 1re, 2e et 3e catégorie, ainsi qu'aux juniors et titulaires d'une licence pass'cyclisme.

## Histoire
Anciennement dénommée Critérium du Centre, elle change d'appellation en 1949. Le futur vainqueur du Tour de France Roger Walkowiak s'y est notamment imposé. 
Les éditions 1989 et 1991 sont réservées aux cyclistes professionnels. Après une nouvelle interruption, l'épreuve réapparaît en 2015. Cette édition est dominée par le club Pro Immo Nicolas Roux, qui place quatre de ses coureurs aux premières places,.

## Palmarès
| Année                  | Vainqueur                 | Deuxième               | Troisième              |
| ---------------------- | ------------------------- | ---------------------- | ---------------------- |
| Critérium du Centre    |                           |                        |                        |
| 1941                   | Pierre Brambilla          | Robert Godard          | Hans Wrzeciono         |
| 1942                   | Georges Damiens           | Robert Godard          | Roger Cottyn           |
| 1943                   | Jean-Marie Goasmat        | Georges Damiens        | Pierre Brambilla       |
| 1944                   | non organisé              | non organisé           | non organisé           |
| 1945                   | Antoine Bartin            | Lucien Lauk            | Édouard Muller         |
| 1946                   | Hugues Guelpa             | Louis Muller           | Albert Carrier         |
| 1947                   | Roger Rioland             | Henri Aubry            | Louis Paquet           |
| 1948                   | Louis Gauthier            | Roger Queugnet         | Anzio Mariotti         |
| Circuit des Boulevards |                           |                        |                        |
| 1949                   | Attilio Redolfi           | Anzio Mariotti         | Roger Chupin           |
| 1950-1954              | non organisé              | non organisé           | non organisé           |
| 1955                   | Roger Walkowiak           | Roger Buchonnet        | Maurice Lampre         |
| 1956                   | René Fournier             | Hervé Prouzet          | Robert Desbats         |
| 1957-1972              | non organisé              | non organisé           | non organisé           |
| 1973                   | Daniel Samy               | Antoine Gutierrez      | Robert Jankowski       |
| 1974                   | Pierre-Raymond Villemiane | Guy Mazet              | Jean Chassang          |
| 1975                   | Charles Genthon           | Didier Guesdon         | Henri Chavy            |
| 1976                   | Vincent Brucci            | Robert Jankowski       | Joël Millard           |
| 1977                   | Joël Bernard              | Yves Nicolas           | Marc Durant            |
| 1978                   | Yves Nicolas              | Michel Grain           | Francis Duteil         |
| 1979                   | Gérard Dessertenne        | Robert Jankowski       | Michel Dupuytren       |
| 1980                   | Patrick Lis               | Dominique Lebrun       | Alain Ruiz             |
| 1981                   | Jean-Michel Bourgeot      | Jacky Rougeron         | Bernard Dubost         |
| 1982                   | Patrick Lis               | Jean-Philippe Duracka  | Yves Bonnamour         |
| 1983                   | Patrick Lis               | Jean-Pierre Duracka    | Alain Riffaud          |
| 1984                   | Jean-Pierre Duracka       | Jean-Claude Laskowski  | Mustapha Nejjari (de)  |
| 1985                   | Alain Ruiz                | Daniel Ceulemans       | Christian Chapiseau    |
| 1986                   | Jean-Philippe Duracka     | Christophe Bastianelli | Christian Roman        |
| 1987                   | Jean-Luc Vernisse         | Patrick Hosotte        | Patrick Janin          |
| 1988                   | Claude Aiguesparses       | Daniel Mahier          | Patrick Janin          |
| 1989                   | Thierry Claveyrolat       | Greg LeMond            | Christophe Bastianelli |
| 1990                   | non organisé              | non organisé           | non organisé           |
| 1991                   | Denis Roux                | Christophe Bastianelli | Luc Leblanc            |
| 1992-1993              | non organisé              | non organisé           | non organisé           |
| 1994                   | Stéphane Delaunay         | Mallandain             | Olivier Elleau         |
| 1995                   | non organisé              | non organisé           | non organisé           |
| 1996                   | Yves Beau                 | Alain Gauthe           | Éric Baron             |
| 1997                   | Jean-Philippe Duracka     | Jean-Pierre Bourgeot   | Patrice Peyencet       |
| 1998                   | Sébastien Laroche         | Jacek Bodyk            | Marc Thévenin          |
| 1999                   | Éric Fouix                | Christophe Le Calvez   | Jean-Marie Ballereau   |
| 2000                   | Brett Harwood             | Jean-Marie Ballereau   | Robert Krajewski       |
| 2001                   | Jérôme Fernandes          | Éric Larue             | Philippe Simonin       |
| 2002                   | Jean-Luc Masdupuy         | Alain Saillour         | Christian Serisier     |
| 2003                   | Sébastien Galtié          | Mickaël Regner         | Florian Vachon         |
| 2004                   | Jean-Marie Ballereau      | Denis Roudier          | Sébastien Galtié       |
| 2005                   | Jean-Marie Ballereau      | Kalle Kriit            | Sylvain Després        |
| 2006-2014              | non organisé              | non organisé           | non organisé           |
| 2015                   | Mihkel Räim               | Alexis Dulin           | Pierre Bonnet          |
| 2016,                  | Karl Patrick Lauk         | Yolan Sylvestre        | Pierre Bonnet          |
| 2017                   | Loïc Forestier            | Brice Deborde          | Antoine Drotz          |